# Строне-Слёнске (гмина)
Строне-Слёнске (пол. Stronie Śląskie) — городско-сельская гмина (волость) в Польше, входит как административная единица в Клодзский повет, Нижнесилезское воеводство. Население 7821 человек (на 2004 год).

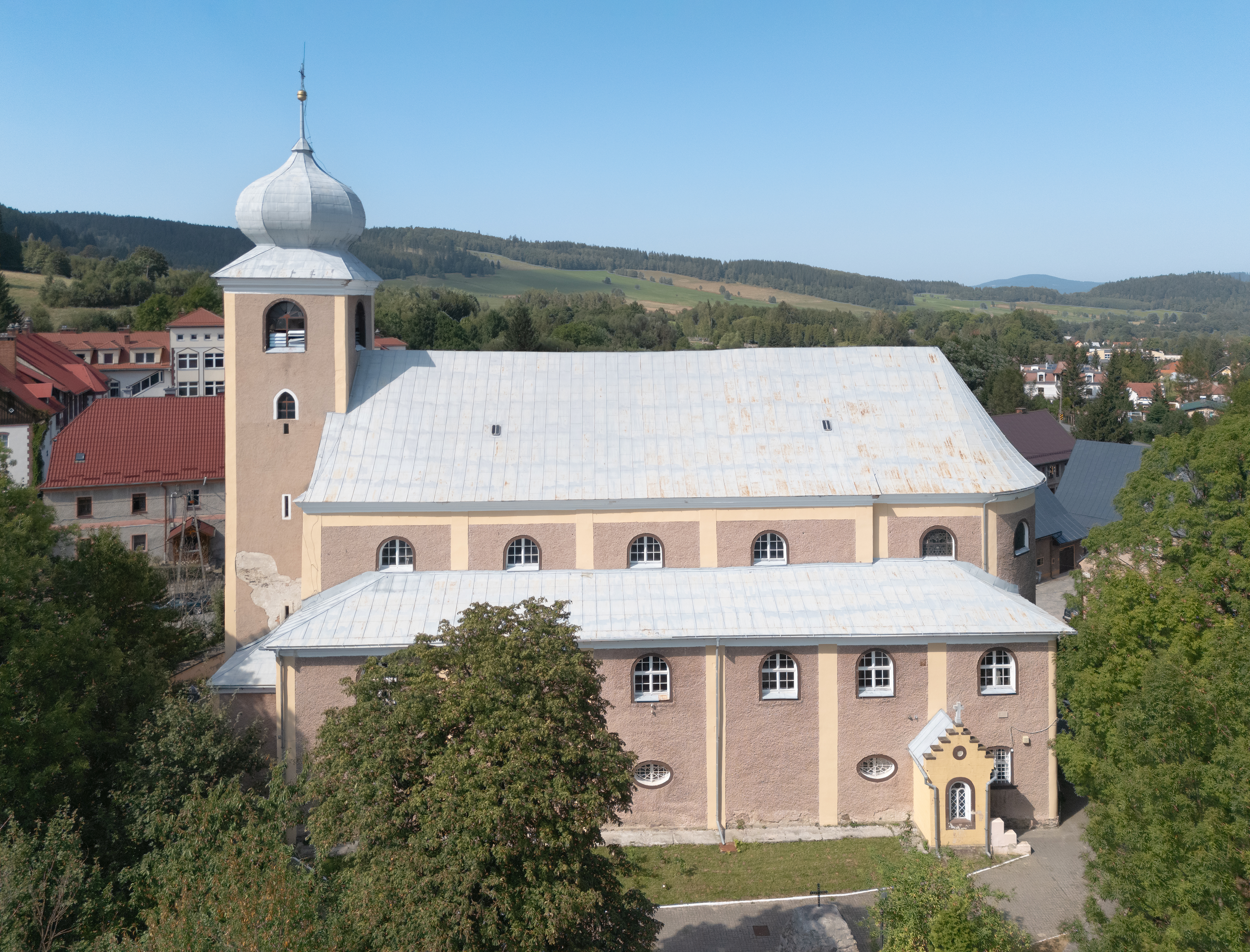